# Попович-Дедиер, Олга
Олга Попович-Дедиер (сербохорв. Олга Поповић-Дедијер / Olga Popović-Dedijer; 3 июля 1914, Земун — 20 июня 1943, Милинкладе) — югославская партизанка, военный врач 2-й пролетарской ударной дивизии.

## Биография
Родилась 3 июля 1914 в Земуне. Сербка по национальности. До войны работала врачом Общей государственной больницы города Белграда. Увлекалась активно зимними видами спорта и даже совершила восхождение на одну из вершин горного массива Копаоник.
В партизанском движении с 1941 года, как член Компартии Югославии по указанию свыше проводила курсы медицинских работников для партизан. В 1942 году после того, как из тюремной больницы бежала Иванка Муачевич, была арестована. Её удалось обменять на пленных немцев.
После освобождения Олга продолжила службу в партизанских рядах как начальник санитарной команды при 2-й пролетарской дивизии НОАЮ.
В битве на Сутьеске она была ранена близ Милинклад и 20 июня 1943 скончалась от полученных ранений.
Мужем Олги был Владимир Дедиер, писатель. В браке родилась дочь Милица, ставшая после войны архитектором.
19 декабря 1945 указом Президиума Учредительной скупщины Федеративной Народной Республики Югославии Олга Попович-Дедиер посмертно награждена орденом «За заслуги перед народом» I степени. Имя Олги также носит детская больница в квартале Звездара.